# Ralph Johnson (számítógéptudós)
Ralph E. Johnson kutató, egyetemi tanár, a University of Illinois at Urbana-Champaign, Számítástudományi karán. Társszerzője a nagy hatású számítástudományú írásnak, a Programtervezési minták: Újrafelhasználható Objektumorientált szoftver elemei című könyvnek.
Ralph a kezdetektől tagja volt a Smalltalk közösségnek, és a mai napig továbbra is támogatja a nyelvet. Számos végrehajtó szerepet játszik az évenként megrendezendő ACM Objektumorientált programozás, rendszerek, nyelvek és alkalmazás konferenciában (OOPSLA).
Ő indította útjára a népszerű OOPSLA Tervezés Fesztivál Műhelymunkát (OOPSLA Design Fest workshop) is.

## Fordítás
Ez a szócikk részben vagy egészben  a   Ralph Johnson (computer scientist) című angol Wikipédia-szócikk ezen változatának fordításán alapul.  Az eredeti cikk szerkesztőit annak laptörténete sorolja fel. Ez a jelzés csupán a megfogalmazás eredetét és a szerzői jogokat jelzi, nem szolgál a cikkben szereplő információk forrásmegjelöléseként.